# Andy Hertzfeld
Andy Hertzfeld (né le 6 avril 1953) était un des membres de l'équipe de développement du projet Macintosh durant les années 1980. Il rejoint Apple Computer en août 1979, pour la quitter en mars 1984, il était responsable du système d'exploitation du Macintosh. Après son départ d'Apple, il cofonda Radius Corp en 1986, General Magic en 1990 et Eazel en 1999. En 2002, il aida Mitch Kapor à promouvoir les logiciels libres avec l'Open Source Applications Foundation. Depuis 2005, il travaille pour Google.

## Carrière

### Apple Computer (1979–1984)
Après l'obtention de son diplôme à l'Université Brown, il continue ses études supérieures à l'université de Californie à Berkeley. En 1978, il achète son premier Apple II et commença à développer des logiciels. Il est embauché par Apple Computer en 1979 pour développer des logiciels systèmes : il réalisa le firmware de l'imprimante Apple SilenType et la première carte 80 colonnes pour l'Apple II. Dans le début des années 1980, il invite son amie, Susan Kare, artiste, à rejoindre Apple pour réaliser les icônes du Macintosh.
La carte de visite d'Hertzfeld chez Apple indiquait le titre « magicien du logiciel ». Il écrivit la majeure partie du logiciel système du premier Macintosh ainsi que sa ROM.

### L'après Apple (1984–actuel)
Depuis son départ d'Apple en 1984, Hertzfeld a cofondé trois nouvelles compagnies, Radius Corp en 1986, General Magic en 1990 et Eazel en 1999. Chez Eazel, il aida à créer le gestionnaire de fichiers Nautilus pour GNOME. Il s'est ensuite porté volontaire en 2002 et 2003 pour l'OSAF.
Début 2004, il lance folklore.org, un site web consacré à la narration collective du développement du premier Macintosh.
En 2011, il travaille pour Google, où il participe à la création et au lancement du service de réseautage social Google +

## Cinéma
Il est incarné par Elden Henson dans le film Jobs de Joshua Michael Stern, de 2013.
Il est ensuite incarné par Michael Stuhlbarg dans le film Steve Jobs de Danny Boyle, sorti en 2016.